# Vinslövs socken
Vinslövs socken i Skåne ingick i Västra Göinge härad, ingår sedan 1974 i Hässleholms kommun och motsvarar från 2016 Vinslövs distrikt.
Socknens areal är 71,48 kvadratkilometer varav 71,05 land (köpingens areal, 2,34, inräknad). År 2000 fanns här 4 626 invånare. Godset och orten Åraslöv samt tätorten Vinslöv med sockenkyrkan Vinslövs kyrka ligger i socknen.

## Administrativ historik
Socknen har medeltida ursprung. 
Vid kommunreformen 1862 övergick socknens ansvar för de kyrkliga frågorna till Vinslövs församling och för de borgerliga frågorna bildades Vinslövs landskommun. Ur landskommunen utbröts 1934 Vinslövs köping. Landskommunen utökades 1952 och uppgick 1974 i Hässleholms kommun. Församlingen utökades 2006.
1 januari 2016 inrättades distriktet Vinslöv, med samma omfattning som församlingen hade 1999/2000.  
Socknen har tillhört län, fögderier, tingslag och domsagor enligt vad som beskrivs i artikeln Västra Göinge härad. De indelta soldaterna tillhörde Norra skånska infanteriregementet, Västra Göinge kompani och Skånska husarregementet, Sandby skvadron, Sandby kompani.

## Geografi
Vinslövs socken ligger sydost om Hässleholm med Nävlingeåsen i sydväst. Socknen är i sin centrala del odlad slättbygd och är en skogsbygd i söder och nordväst.

## Fornlämningar
Från stenåldern finns boplatser och två långdösar. Från bronsåldern finns gravhögar och gravrösen. Från järnåldern finns spridda gravar och ett gravfält med resta stenar.

## Namnet
Namnet skrevs 1299 Withingslöff och kommer från kyrkbyn. Efterleden är löv, 'arvegods'. Förleden innehåller troligen withing, 'skogsbo' kanske använt som mansbinamn..